# Distretto di Wewak
Il distretto di Wewak (in inglese Wewak District) è un distretto della Papua Nuova Guinea appartenente alla provincia del Sepik Orientale. Ha una superficie di 2.284 km² e 30.000 abitanti (stima nel 2000)